# Regne d'Akoko
El regne d'Akoko fou un estat històric de Nigèria que va existir fins al segle xix. Era el territori del grup akoko, d'origen edo però que per la seva barreja amb els iorubes va acabar parlant d'un dialecte ioruba.
Se'l suposa sotmès a tribut per l'Imperi d'Oyo, però a la caiguda d'aquest va passar a mans d'Ilorin. Després de la batalla d'Oshogbo el 1840 no va tardar a caure en mans de l'emergent regne d'Ibadan. El 1877, els ekitis, Ijesa, Igbomina i Akoko es van revoltar contra Ibadan iniciant la guerra de Kiriji (1877-1893). Aprofitant la guerra l'emirat d'Ilorin va poder ocupar parts d'Igbomina i Ibolo sense arribar a Akoko.
El rei tradicional de Ikare és l' Olukare de Ikare-Akoko, mentre que el Owa-Ale de Ikare-Akoko controla els barris d'Iyometa (Okorun), Okegbe i Iku. L' Olukare té altres caps administrant altres llocs. Els barris d'Ikare inclouen Okela, Okorun, Eshe, Odo, Ilepa, Okoja, Iku, Odeyare, Odoruwa, Okeruwa, Iyame, Igbede, Oyinmo, Ishakunmi i Ekan.